# Tour de Vénétie 2023
La 86e édition du Tour de Vénétie, une course cycliste masculine a lieu en Italie le 11 octobre 2023. La course, disputée sur 170,1 kilomètres entre Tombolo et Vicence, intègre le calendrier UCI ProSeries 2023 (deuxième niveau mondial) en catégorie 1.Pro. 

## Équipes participantes
| WorldTeams (7)- AG2R Citroën Team - Alpecin-Deceuninck - Astana Qazaqstan Team - Lidl-Trek - Arkéa-Samsic - Team Jayco AlUla - UAE Team Emirates ProTeams (7)- Eolo-Kometa - Green Project-Bardiani CSF-Faizanè - Israel-Premier Tech - Lotto Dstny - Q36.5 Pro Cycling Team - Tudor Pro Cycling Team - Uno-X Pro Cycling Team Équipes continentales (6)- Biesse-Carrera - General Store-Essegibi-F.lli Curia - GW Shimano-Sidermec - Maloja Pushbikers - MG.K Vis Colors For Peace - Work Service-Vitalcare-Dynatek |
| |

## Classements

### Classement final
| \| Classement général \| Classement général \| Classement général \| Classement général \| Classement général \| \| Coureur \| Coureur \| Pays \| Équipe \| Temps \| \| ------------------ \| ------------------- \| ------------------ \| ---------------------- \| ------------------ \| \| 1er \| Dorian Godon \| France \| AG2R Citroën Team \| 3 h 43 min 05 s \| \| 2e \| Tobias Johannessen \| Norvège \| Uno-X Pro Cycling Team \| + 0 s \| \| 3e \| Florian Vermeersch \| Belgique \| Lotto Dstny \| + 0 s \| \| 4e \| Corbin Strong \| Nouvelle-Zélande \| Israel-Premier Tech \| + 0 s \| \| 5e \| Marc Hirschi \| Suisse \| UAE Team Emirates \| + 0 s \| \| 6e \| Luca Mozzato \| Italie \| Arkéa-Samsic \| + 0 s \| \| 7e \| Samuele Battistella \| Italie \| Astana Qazaqstan Team \| + 3 s \| \| 8e \| Matîs Louvel \| France \| Arkéa-Samsic \| + 3 s \| \| 9e \| Andreas Kron \| Danemark \| Lotto Dstny \| + 3 s \| \| 10e \| Gianluca Brambilla \| Italie \| Q36.5 Pro Cycling Team \| + 3 s \| |                     |                  |                        |                 |
| |                     |                  |                        |                 |
| Source : ProCyclingStats |                     |                  |                        |                 |
| Classement général |                     |                  |                        |                 |
| Coureur | Coureur             | Pays             | Équipe                 | Temps           |
| 1er | Dorian Godon        | France           | AG2R Citroën Team      | 3 h 43 min 05 s |
| 2e | Tobias Johannessen  | Norvège          | Uno-X Pro Cycling Team | + 0 s           |
| 3e | Florian Vermeersch  | Belgique         | Lotto Dstny            | + 0 s           |
| 4e | Corbin Strong       | Nouvelle-Zélande | Israel-Premier Tech    | + 0 s           |
| 5e | Marc Hirschi        | Suisse           | UAE Team Emirates      | + 0 s           |
| 6e | Luca Mozzato        | Italie           | Arkéa-Samsic           | + 0 s           |
| 7e | Samuele Battistella | Italie           | Astana Qazaqstan Team  | + 3 s           |
| 8e | Matîs Louvel        | France           | Arkéa-Samsic           | + 3 s           |
| 9e | Andreas Kron        | Danemark         | Lotto Dstny            | + 3 s           |
| 10e | Gianluca Brambilla  | Italie           | Q36.5 Pro Cycling Team | + 3 s           |

### Classements UCI
La course attribue des points au Classement mondial UCI 2023 selon le barème suivant.
| Position           | 1er | 2e  | 3e  | 4e  | 5e | 6e | 7e | 8e | 9e | 10e | 11e | 12e | 13e | 14e | 15e | 16e à 30e | 31e à 40e |
| Classement général | 200 | 150 | 125 | 100 | 85 | 70 | 60 | 50 | 40 | 35  | 30  | 25  | 20  | 15  | 10  | 5         | 3         |

## Liste des participants
| UAE Team Emirates UAD             | UAE Team Emirates UAD      | UAE Team Emirates UAD |
| --------------------------------- | -------------------------- | --------------------- |
| Num                               | Coureur                    | Pos                   |
| 1                                 | Matteo Trentin (ITA)       | 47e                   |
| 4                                 | Davide Formolo (ITA)       | AB                    |
| 5                                 | Marc Hirschi (SUI) (route) | 5e                    |
| 6                                 | Rafał Majka (POL)          | 65e                   |
| 7                                 | Diego Ulissi (ITA)         | 38e                   |
| Directeur sportif : Fabio Baldato |                            |                       |

| AG2R Citroën Team ACT            | AG2R Citroën Team ACT     | AG2R Citroën Team ACT |
| -------------------------------- | ------------------------- | --------------------- |
| Num                              | Coureur                   | Pos                   |
| 11                               | Benoît Cosnefroy (FRA)    | 32e                   |
| 12                               | Dorian Godon (FRA)        | 1er                   |
| 13                               | Stan Dewulf (BEL)         | 45e                   |
| 14                               | Valentin Retailleau (FRA) | 70e                   |
| 15                               | Franck Bonnamour (FRA)    | 37e                   |
| 16                               | Andrea Vendrame (ITA)     | 13e                   |
| 17                               | Jordan Labrosse (FRA)     | 69e                   |
| Directeur sportif : Cyril Dessel |                           |                       |

| Alpecin-Deceuninck ADC              | Alpecin-Deceuninck ADC  | Alpecin-Deceuninck ADC |
| ----------------------------------- | ----------------------- | ---------------------- |
| Num                                 | Coureur                 | Pos                    |
| 21                                  | Nicola Conci (ITA)      | 39e                    |
| 22                                  | Axel Laurance (FRA)     | AB                     |
| 23                                  | Jimmy Janssens (BEL)    | AB                     |
| 24                                  | Alex Bogna (AUS)        | AB                     |
| 25                                  | Kristian Sbaragli (ITA) | 15e                    |
| 26                                  | Jason Osborne (GER)     | AB                     |
| 27                                  | Stefano Oldani (ITA)    | 56e                    |
| Directeur sportif : Gianni Meersman |                         |                        |

| Astana Qazaqstan Team AST            | Astana Qazaqstan Team AST    | Astana Qazaqstan Team AST |
| ------------------------------------ | ---------------------------- | ------------------------- |
| Num                                  | Coureur                      | Pos                       |
| 31                                   | Simone Velasco (ITA) (route) | 31e                       |
| 32                                   | Leonardo Basso (ITA)         | AB                        |
| 33                                   | Samuele Battistella (ITA)    | 7e                        |
| 34                                   | Manuele Boaro (ITA)          | AB                        |
| 35                                   | Gianmarco Garofoli (ITA)     | AB                        |
| 36                                   | Harold Martín López (ECU)    | 23e                       |
| 37                                   | Christian Scaroni (ITA)      | AB                        |
| Directeur sportif : Bruno Cenghialta |                              |                           |

| Lidl-Trek LTK                     | Lidl-Trek LTK                 | Lidl-Trek LTK |
| --------------------------------- | ----------------------------- | ------------- |
| Num                               | Coureur                       | Pos           |
| 41                                | Nils Aebersold (SUI)          | AB            |
| 42                                | Amanuel Ghebreigzabhier (ERI) | 30e           |
| 43                                | Jacopo Mosca (ITA)            | 18e           |
| 44                                | Martin Pedersen (DEN)         | AB            |
| 45                                | Natnael Tesfatsion (ERI)      | 12e           |
| 46                                | Tim Torn Teutenberg (GER)     | AB            |
| Directeur sportif : Adriano Baffi |                               |               |

| Arkéa-Samsic ARK                 | Arkéa-Samsic ARK        | Arkéa-Samsic ARK |
| -------------------------------- | ----------------------- | ---------------- |
| Num                              | Coureur                 | Pos              |
| 51                               | Luca Mozzato (ITA)      | 6e               |
| 52                               | Jenthe Biermans (BEL)   | AB               |
| 53                               | Anthony Delaplace (FRA) | 29e              |
| 54                               | Hugo Hofstetter (FRA)   | 11e              |
| 55                               | Simon Guglielmi (FRA)   | AB               |
| 56                               | Matîs Louvel (FRA)      | 8e               |
| 57                               | Kévin Vauquelin (FRA)   | 22e              |
| Directeur sportif : Roger Tréhin |                         |                  |

| Team Jayco AlUla JAY              | Team Jayco AlUla JAY       | Team Jayco AlUla JAY |
| --------------------------------- | -------------------------- | -------------------- |
| Num                               | Coureur                    | Pos                  |
| 61                                | Hagos Welay Berhe (ETH)    | 46e                  |
| 63                                | Alessandro De Marchi (ITA) | 59e                  |
| 64                                | Tsgabu Grmay (ETH)         | 60e                  |
| 65                                | Michael Matthews (AUS)     | AB                   |
| 67                                | Filippo Zana (ITA)         | 17e                  |
| Directeur sportif : Matthew White |                            |                      |

| Eolo-Kometa EOK                  | Eolo-Kometa EOK           | Eolo-Kometa EOK |
| -------------------------------- | ------------------------- | --------------- |
| Num                              | Coureur                   | Pos             |
| 71                               | Mattia Bais (ITA)         | AB              |
| 72                               | Erik Fetter (HUN)         | 63e             |
| 73                               | Andrea Garosio (ITA)      | 40e             |
| 74                               | Francesco Gavazzi (ITA)   | AB              |
| 75                               | Davide Piganzoli (ITA)    | 21e             |
| 76                               | Davide De Cassan (ITA)    | AB              |
| 77                               | Diego Pablo Sevilla (ESP) | 20e             |
| Directeur sportif : Biagio Conte |                           |                 |

| Green Project-Bardiani CSF-Faizanè BCF | Green Project-Bardiani CSF-Faizanè BCF | Green Project-Bardiani CSF-Faizanè BCF |
| -------------------------------------- | -------------------------------------- | -------------------------------------- |
| Num                                    | Coureur                                | Pos                                    |
| 81                                     | Filippo Fiorelli (ITA)                 | 53e                                    |
| 82                                     | Davide Gabburo (ITA)                   | 73e                                    |
| 83                                     | Filippo Magli (ITA)                    | 16e                                    |
| 84                                     | Henok Mulubrhan (ERI)                  | 54e                                    |
| 85                                     | Martin Marcellusi (ITA)                | 42e                                    |
| 86                                     | Alex Tolio (ITA)                       | 28e                                    |
| 87                                     | Enrico Zanoncello (ITA)                | AB                                     |
| Directeur sportif : Roberto Reverberi  |                                        |                                        |

| Lotto Dstny LTD                  | Lotto Dstny LTD          | Lotto Dstny LTD |
| -------------------------------- | ------------------------ | --------------- |
| Num                              | Coureur                  | Pos             |
| 91                               | Frederik Frison (BEL)    | AB              |
| 92                               | Andreas Kron (DEN)       | 9e              |
| 93                               | Arjen Livyns (BEL)       | AB              |
| 94                               | Milan Menten (BEL)       | 14e             |
| 96                               | Brent Van Moer (BEL)     | 44e             |
| 97                               | Florian Vermeersch (BEL) | 3e              |
| Directeur sportif : Nikolas Maes |                          |                 |

| Israel-Premier Tech IPT        | Israel-Premier Tech IPT  | Israel-Premier Tech IPT |
| ------------------------------ | ------------------------ | ----------------------- |
| Num                            | Coureur                  | Pos                     |
| 101                            | Marco Frigo (ITA)        | 68e                     |
| 102                            | Jakob Fuglsang (DEN)     | 52e                     |
| 103                            | Reto Hollenstein (SUI)   | 67e                     |
| 105                            | Domenico Pozzovivo (ITA) | 19e                     |
| 106                            | Nick Schultz (AUS)       | 66e                     |
| 107                            | Corbin Strong (NZL)      | 4e                      |
| Directeur sportif : Sam Bewley |                          |                         |

| Q36.5 Pro Cycling Team Q36             | Q36.5 Pro Cycling Team Q36 | Q36.5 Pro Cycling Team Q36 |
| -------------------------------------- | -------------------------- | -------------------------- |
| Num                                    | Coureur                    | Pos                        |
| 111                                    | Gianluca Brambilla (ITA)   | 10e                        |
| 112                                    | Walter Calzoni (ITA)       | 41e                        |
| 113                                    | Marcel Camprubí (ESP)      | 55e                        |
| 114                                    | Corey Davis (USA)          | AB                         |
| 115                                    | Tom Devriendt (BEL)        | 62e                        |
| 116                                    | Mark Donovan (GBR)         | 51e                        |
| 117                                    | Joey Rosskopf (USA)        | 33e                        |
| Directeur sportif : Gabriele Missaglia |                            |                            |

| Tudor Pro Cycling Team TUD              | Tudor Pro Cycling Team TUD | Tudor Pro Cycling Team TUD |
| --------------------------------------- | -------------------------- | -------------------------- |
| Num                                     | Coureur                    | Pos                        |
| 121                                     | Nils Brun (SUI)            | 27e                        |
| 122                                     | Aloïs Charrin (FRA)        | AB                         |
| 123                                     | Jacob Eriksson (SWE)       | 71e                        |
| 124                                     | Mathys Rondel (FRA)        | 72e                        |
| 125                                     | Miká Heming (GER)          | AB                         |
| 126                                     | Alexander Kamp (DEN)       | AB                         |
| 127                                     | Arthur Kluckers (LUX)      | AB                         |
| Directeur sportif : Sylvain Blanquefort |                            |                            |

| Uno-X Pro Cycling Team UXT         | Uno-X Pro Cycling Team UXT     | Uno-X Pro Cycling Team UXT |
| ---------------------------------- | ------------------------------ | -------------------------- |
| Num                                | Coureur                        | Pos                        |
| 131                                | Jonas Abrahamsen (NOR)         | 50e                        |
| 132                                | Martin Bugge Urianstad (NOR)   | 64e                        |
| 133                                | Fredrik Dversnes (NOR) (route) | 43e                        |
| 134                                | Ådne Holter (NOR)              | AB                         |
| 135                                | Tobias Johannessen (NOR)       | 2e                         |
| 136                                | Anthon Charmig (DEN)           | 34e                        |
| 137                                | Torstein Træen (NOR)           | 49e                        |
| Directeur sportif : Leonard Snoeks |                                |                            |

| GW Shimano-Sidermec GSS | GW Shimano-Sidermec GSS           | GW Shimano-Sidermec GSS |
| ----------------------- | --------------------------------- | ----------------------- |
| Num                     | Coureur                           | Pos                     |
| 141                     | Alessandro Bisolti (ITA)          | AB                      |
| 142                     | Jonathan Guatibonza (COL)         | AB                      |
| 143                     | Andrés Mancipe (COL)              | 58e                     |
| 144                     | Alejandro Osorio (COL)            | 36e                     |
| 145                     | Jeferson Armando Ruiz Acuña (COL) | AB                      |
| 146                     | Filippo Tagliani (ITA)            | AB                      |
| 147                     | Santiago Umba (COL)               | 61e                     |

| Maloja Pushbikers PBS | Maloja Pushbikers PBS  | Maloja Pushbikers PBS |
| --------------------- | ---------------------- | --------------------- |
| Num                   | Coureur                | Pos                   |
| 151                   | Paul Rudys (GER)       | AB                    |
| 152                   | Liam Bertazzo (ITA)    | AB                    |
| 153                   | Filippo Fortin (ITA)   | AB                    |
| 154                   | Felix James Meo (NZL)  | AB                    |
| 156                   | Moritz Malcharek (GER) | AB                    |

| Biesse-Carrera BIE               | Biesse-Carrera BIE         | Biesse-Carrera BIE |
| -------------------------------- | -------------------------- | ------------------ |
| Num                              | Coureur                    | Pos                |
| 161                              | Nicolò Arrighetti (ITA)    | 26e                |
| 162                              | Michael Belleri (ITA)      | AB                 |
| 163                              | Riccardo Ciuccarelli (ITA) | 48e                |
| 164                              | Andrea D'Amato (ITA)       | AB                 |
| 165                              | Anders Foldager (DEN)      | AB                 |
| 166                              | Francesco Galimberti (ITA) | 25e                |
| 167                              | Pierelis Belletta (ITA)    | 35e                |
| Directeur sportif : Marco Milesi |                            |                    |

| General Store-Essegibi-F.lli Curia GEF | General Store-Essegibi-F.lli Curia GEF | General Store-Essegibi-F.lli Curia GEF |
| -------------------------------------- | -------------------------------------- | -------------------------------------- |
| Num                                    | Coureur                                | Pos                                    |
| 171                                    | Omar Dal Cappello (ITA)                | AB                                     |
| 172                                    | Tommaso Bergagna (ITA)                 | AB                                     |
| 173                                    | Lorenzo Peschi (ITA)                   | AB                                     |
| 174                                    | Filippo D'Aiuto (ITA)                  | AB                                     |
| 175                                    | Carlo Francesco Favretto (ITA)         | AB                                     |
| 176                                    | Stefano Leali (ITA)                    | AB                                     |
| 177                                    | Kevin Pezzo Rosola (ITA)               | AB                                     |
| Directeur sportif : Roberto Vigni      |                                        |                                        |

| MG.K Vis Colors For Peace MGK | MG.K Vis Colors For Peace MGK | MG.K Vis Colors For Peace MGK |
| ----------------------------- | ----------------------------- | ----------------------------- |
| Num                           | Coureur                       | Pos                           |
| 181                           | Davide Bauce (ITA)            | 74e                           |
| 182                           | Francesco Carollo (ITA)       | 75e                           |
| 183                           | Lapo Gavilli (ITA)            | AB                            |
| 184                           | Ben Granger (GBR)             | 57e                           |
| 185                           | Matthew Kingston (GBR)        | AB                            |
| 186                           | Edoardo Martinelli (ITA)      | AB                            |
| 187                           | Anthoni Silenzi (ITA)         | AB                            |

| Work Service-Vitalcare-Dynatek IWD | Work Service-Vitalcare-Dynatek IWD | Work Service-Vitalcare-Dynatek IWD |
| ---------------------------------- | ---------------------------------- | ---------------------------------- |
| Num                                | Coureur                            | Pos                                |
| 191                                | Kevin Bonaldo (ITA)                | AB                                 |
| 192                                | Manuel Capra (ITA)                 | AB                                 |
| 193                                | Giacomo Garavaglia (ITA)           | 24e                                |
| 194                                | Samuele Mion (ITA)                 | AB                                 |
| 195                                | Christian Danilo Pase (ITA)        | AB                                 |
| 196                                | Nicola Venchiarutti (ITA)          | AB                                 |
| 197                                | Daniel Gaetano Zanta (ITA)         | AB                                 |

| UAE Team Emirates UAD             | UAE Team Emirates UAD      | UAE Team Emirates UAD |
| --------------------------------- | -------------------------- | --------------------- |
| Num                               | Coureur                    | Pos                   |
| 1                                 | Matteo Trentin (ITA)       | 47e                   |
| 4                                 | Davide Formolo (ITA)       | AB                    |
| 5                                 | Marc Hirschi (SUI) (route) | 5e                    |
| 6                                 | Rafał Majka (POL)          | 65e                   |
| 7                                 | Diego Ulissi (ITA)         | 38e                   |
| Directeur sportif : Fabio Baldato |                            |                       |

| AG2R Citroën Team ACT            | AG2R Citroën Team ACT     | AG2R Citroën Team ACT |
| -------------------------------- | ------------------------- | --------------------- |
| Num                              | Coureur                   | Pos                   |
| 11                               | Benoît Cosnefroy (FRA)    | 32e                   |
| 12                               | Dorian Godon (FRA)        | 1er                   |
| 13                               | Stan Dewulf (BEL)         | 45e                   |
| 14                               | Valentin Retailleau (FRA) | 70e                   |
| 15                               | Franck Bonnamour (FRA)    | 37e                   |
| 16                               | Andrea Vendrame (ITA)     | 13e                   |
| 17                               | Jordan Labrosse (FRA)     | 69e                   |
| Directeur sportif : Cyril Dessel |                           |                       |

| Alpecin-Deceuninck ADC              | Alpecin-Deceuninck ADC  | Alpecin-Deceuninck ADC |
| ----------------------------------- | ----------------------- | ---------------------- |
| Num                                 | Coureur                 | Pos                    |
| 21                                  | Nicola Conci (ITA)      | 39e                    |
| 22                                  | Axel Laurance (FRA)     | AB                     |
| 23                                  | Jimmy Janssens (BEL)    | AB                     |
| 24                                  | Alex Bogna (AUS)        | AB                     |
| 25                                  | Kristian Sbaragli (ITA) | 15e                    |
| 26                                  | Jason Osborne (GER)     | AB                     |
| 27                                  | Stefano Oldani (ITA)    | 56e                    |
| Directeur sportif : Gianni Meersman |                         |                        |

| Astana Qazaqstan Team AST            | Astana Qazaqstan Team AST    | Astana Qazaqstan Team AST |
| ------------------------------------ | ---------------------------- | ------------------------- |
| Num                                  | Coureur                      | Pos                       |
| 31                                   | Simone Velasco (ITA) (route) | 31e                       |
| 32                                   | Leonardo Basso (ITA)         | AB                        |
| 33                                   | Samuele Battistella (ITA)    | 7e                        |
| 34                                   | Manuele Boaro (ITA)          | AB                        |
| 35                                   | Gianmarco Garofoli (ITA)     | AB                        |
| 36                                   | Harold Martín López (ECU)    | 23e                       |
| 37                                   | Christian Scaroni (ITA)      | AB                        |
| Directeur sportif : Bruno Cenghialta |                              |                           |

| Lidl-Trek LTK                     | Lidl-Trek LTK                 | Lidl-Trek LTK |
| --------------------------------- | ----------------------------- | ------------- |
| Num                               | Coureur                       | Pos           |
| 41                                | Nils Aebersold (SUI)          | AB            |
| 42                                | Amanuel Ghebreigzabhier (ERI) | 30e           |
| 43                                | Jacopo Mosca (ITA)            | 18e           |
| 44                                | Martin Pedersen (DEN)         | AB            |
| 45                                | Natnael Tesfatsion (ERI)      | 12e           |
| 46                                | Tim Torn Teutenberg (GER)     | AB            |
| Directeur sportif : Adriano Baffi |                               |               |

| Arkéa-Samsic ARK                 | Arkéa-Samsic ARK        | Arkéa-Samsic ARK |
| -------------------------------- | ----------------------- | ---------------- |
| Num                              | Coureur                 | Pos              |
| 51                               | Luca Mozzato (ITA)      | 6e               |
| 52                               | Jenthe Biermans (BEL)   | AB               |
| 53                               | Anthony Delaplace (FRA) | 29e              |
| 54                               | Hugo Hofstetter (FRA)   | 11e              |
| 55                               | Simon Guglielmi (FRA)   | AB               |
| 56                               | Matîs Louvel (FRA)      | 8e               |
| 57                               | Kévin Vauquelin (FRA)   | 22e              |
| Directeur sportif : Roger Tréhin |                         |                  |

| Team Jayco AlUla JAY              | Team Jayco AlUla JAY       | Team Jayco AlUla JAY |
| --------------------------------- | -------------------------- | -------------------- |
| Num                               | Coureur                    | Pos                  |
| 61                                | Hagos Welay Berhe (ETH)    | 46e                  |
| 63                                | Alessandro De Marchi (ITA) | 59e                  |
| 64                                | Tsgabu Grmay (ETH)         | 60e                  |
| 65                                | Michael Matthews (AUS)     | AB                   |
| 67                                | Filippo Zana (ITA)         | 17e                  |
| Directeur sportif : Matthew White |                            |                      |

| Eolo-Kometa EOK                  | Eolo-Kometa EOK           | Eolo-Kometa EOK |
| -------------------------------- | ------------------------- | --------------- |
| Num                              | Coureur                   | Pos             |
| 71                               | Mattia Bais (ITA)         | AB              |
| 72                               | Erik Fetter (HUN)         | 63e             |
| 73                               | Andrea Garosio (ITA)      | 40e             |
| 74                               | Francesco Gavazzi (ITA)   | AB              |
| 75                               | Davide Piganzoli (ITA)    | 21e             |
| 76                               | Davide De Cassan (ITA)    | AB              |
| 77                               | Diego Pablo Sevilla (ESP) | 20e             |
| Directeur sportif : Biagio Conte |                           |                 |

| Green Project-Bardiani CSF-Faizanè BCF | Green Project-Bardiani CSF-Faizanè BCF | Green Project-Bardiani CSF-Faizanè BCF |
| -------------------------------------- | -------------------------------------- | -------------------------------------- |
| Num                                    | Coureur                                | Pos                                    |
| 81                                     | Filippo Fiorelli (ITA)                 | 53e                                    |
| 82                                     | Davide Gabburo (ITA)                   | 73e                                    |
| 83                                     | Filippo Magli (ITA)                    | 16e                                    |
| 84                                     | Henok Mulubrhan (ERI)                  | 54e                                    |
| 85                                     | Martin Marcellusi (ITA)                | 42e                                    |
| 86                                     | Alex Tolio (ITA)                       | 28e                                    |
| 87                                     | Enrico Zanoncello (ITA)                | AB                                     |
| Directeur sportif : Roberto Reverberi  |                                        |                                        |

| Lotto Dstny LTD                  | Lotto Dstny LTD          | Lotto Dstny LTD |
| -------------------------------- | ------------------------ | --------------- |
| Num                              | Coureur                  | Pos             |
| 91                               | Frederik Frison (BEL)    | AB              |
| 92                               | Andreas Kron (DEN)       | 9e              |
| 93                               | Arjen Livyns (BEL)       | AB              |
| 94                               | Milan Menten (BEL)       | 14e             |
| 96                               | Brent Van Moer (BEL)     | 44e             |
| 97                               | Florian Vermeersch (BEL) | 3e              |
| Directeur sportif : Nikolas Maes |                          |                 |

| Israel-Premier Tech IPT        | Israel-Premier Tech IPT  | Israel-Premier Tech IPT |
| ------------------------------ | ------------------------ | ----------------------- |
| Num                            | Coureur                  | Pos                     |
| 101                            | Marco Frigo (ITA)        | 68e                     |
| 102                            | Jakob Fuglsang (DEN)     | 52e                     |
| 103                            | Reto Hollenstein (SUI)   | 67e                     |
| 105                            | Domenico Pozzovivo (ITA) | 19e                     |
| 106                            | Nick Schultz (AUS)       | 66e                     |
| 107                            | Corbin Strong (NZL)      | 4e                      |
| Directeur sportif : Sam Bewley |                          |                         |

| Q36.5 Pro Cycling Team Q36             | Q36.5 Pro Cycling Team Q36 | Q36.5 Pro Cycling Team Q36 |
| -------------------------------------- | -------------------------- | -------------------------- |
| Num                                    | Coureur                    | Pos                        |
| 111                                    | Gianluca Brambilla (ITA)   | 10e                        |
| 112                                    | Walter Calzoni (ITA)       | 41e                        |
| 113                                    | Marcel Camprubí (ESP)      | 55e                        |
| 114                                    | Corey Davis (USA)          | AB                         |
| 115                                    | Tom Devriendt (BEL)        | 62e                        |
| 116                                    | Mark Donovan (GBR)         | 51e                        |
| 117                                    | Joey Rosskopf (USA)        | 33e                        |
| Directeur sportif : Gabriele Missaglia |                            |                            |

| Tudor Pro Cycling Team TUD              | Tudor Pro Cycling Team TUD | Tudor Pro Cycling Team TUD |
| --------------------------------------- | -------------------------- | -------------------------- |
| Num                                     | Coureur                    | Pos                        |
| 121                                     | Nils Brun (SUI)            | 27e                        |
| 122                                     | Aloïs Charrin (FRA)        | AB                         |
| 123                                     | Jacob Eriksson (SWE)       | 71e                        |
| 124                                     | Mathys Rondel (FRA)        | 72e                        |
| 125                                     | Miká Heming (GER)          | AB                         |
| 126                                     | Alexander Kamp (DEN)       | AB                         |
| 127                                     | Arthur Kluckers (LUX)      | AB                         |
| Directeur sportif : Sylvain Blanquefort |                            |                            |

| Uno-X Pro Cycling Team UXT         | Uno-X Pro Cycling Team UXT     | Uno-X Pro Cycling Team UXT |
| ---------------------------------- | ------------------------------ | -------------------------- |
| Num                                | Coureur                        | Pos                        |
| 131                                | Jonas Abrahamsen (NOR)         | 50e                        |
| 132                                | Martin Bugge Urianstad (NOR)   | 64e                        |
| 133                                | Fredrik Dversnes (NOR) (route) | 43e                        |
| 134                                | Ådne Holter (NOR)              | AB                         |
| 135                                | Tobias Johannessen (NOR)       | 2e                         |
| 136                                | Anthon Charmig (DEN)           | 34e                        |
| 137                                | Torstein Træen (NOR)           | 49e                        |
| Directeur sportif : Leonard Snoeks |                                |                            |

| GW Shimano-Sidermec GSS | GW Shimano-Sidermec GSS           | GW Shimano-Sidermec GSS |
| ----------------------- | --------------------------------- | ----------------------- |
| Num                     | Coureur                           | Pos                     |
| 141                     | Alessandro Bisolti (ITA)          | AB                      |
| 142                     | Jonathan Guatibonza (COL)         | AB                      |
| 143                     | Andrés Mancipe (COL)              | 58e                     |
| 144                     | Alejandro Osorio (COL)            | 36e                     |
| 145                     | Jeferson Armando Ruiz Acuña (COL) | AB                      |
| 146                     | Filippo Tagliani (ITA)            | AB                      |
| 147                     | Santiago Umba (COL)               | 61e                     |

| Maloja Pushbikers PBS | Maloja Pushbikers PBS  | Maloja Pushbikers PBS |
| --------------------- | ---------------------- | --------------------- |
| Num                   | Coureur                | Pos                   |
| 151                   | Paul Rudys (GER)       | AB                    |
| 152                   | Liam Bertazzo (ITA)    | AB                    |
| 153                   | Filippo Fortin (ITA)   | AB                    |
| 154                   | Felix James Meo (NZL)  | AB                    |
| 156                   | Moritz Malcharek (GER) | AB                    |

| Biesse-Carrera BIE               | Biesse-Carrera BIE         | Biesse-Carrera BIE |
| -------------------------------- | -------------------------- | ------------------ |
| Num                              | Coureur                    | Pos                |
| 161                              | Nicolò Arrighetti (ITA)    | 26e                |
| 162                              | Michael Belleri (ITA)      | AB                 |
| 163                              | Riccardo Ciuccarelli (ITA) | 48e                |
| 164                              | Andrea D'Amato (ITA)       | AB                 |
| 165                              | Anders Foldager (DEN)      | AB                 |
| 166                              | Francesco Galimberti (ITA) | 25e                |
| 167                              | Pierelis Belletta (ITA)    | 35e                |
| Directeur sportif : Marco Milesi |                            |                    |

| General Store-Essegibi-F.lli Curia GEF | General Store-Essegibi-F.lli Curia GEF | General Store-Essegibi-F.lli Curia GEF |
| -------------------------------------- | -------------------------------------- | -------------------------------------- |
| Num                                    | Coureur                                | Pos                                    |
| 171                                    | Omar Dal Cappello (ITA)                | AB                                     |
| 172                                    | Tommaso Bergagna (ITA)                 | AB                                     |
| 173                                    | Lorenzo Peschi (ITA)                   | AB                                     |
| 174                                    | Filippo D'Aiuto (ITA)                  | AB                                     |
| 175                                    | Carlo Francesco Favretto (ITA)         | AB                                     |
| 176                                    | Stefano Leali (ITA)                    | AB                                     |
| 177                                    | Kevin Pezzo Rosola (ITA)               | AB                                     |
| Directeur sportif : Roberto Vigni      |                                        |                                        |

| MG.K Vis Colors For Peace MGK | MG.K Vis Colors For Peace MGK | MG.K Vis Colors For Peace MGK |
| ----------------------------- | ----------------------------- | ----------------------------- |
| Num                           | Coureur                       | Pos                           |
| 181                           | Davide Bauce (ITA)            | 74e                           |
| 182                           | Francesco Carollo (ITA)       | 75e                           |
| 183                           | Lapo Gavilli (ITA)            | AB                            |
| 184                           | Ben Granger (GBR)             | 57e                           |
| 185                           | Matthew Kingston (GBR)        | AB                            |
| 186                           | Edoardo Martinelli (ITA)      | AB                            |
| 187                           | Anthoni Silenzi (ITA)         | AB                            |

| Work Service-Vitalcare-Dynatek IWD | Work Service-Vitalcare-Dynatek IWD | Work Service-Vitalcare-Dynatek IWD |
| ---------------------------------- | ---------------------------------- | ---------------------------------- |
| Num                                | Coureur                            | Pos                                |
| 191                                | Kevin Bonaldo (ITA)                | AB                                 |
| 192                                | Manuel Capra (ITA)                 | AB                                 |
| 193                                | Giacomo Garavaglia (ITA)           | 24e                                |
| 194                                | Samuele Mion (ITA)                 | AB                                 |
| 195                                | Christian Danilo Pase (ITA)        | AB                                 |
| 196                                | Nicola Venchiarutti (ITA)          | AB                                 |
| 197                                | Daniel Gaetano Zanta (ITA)         | AB                                 |